# Pauline Nyiramasuhuko
Pauline Nyiramasuhuko (Ndora, 1946) è una politica ruandese, attualmente sotto processo presso il Tribunale penale internazionale per il Ruanda per le sue responsabilità nel genocidio del Ruanda.

## Biografia
Nata da una famiglia di agricoltori nella prefettura di Butare, grazie al suo successo negli studi di giurisprudenza entra in contatto con Agathe Kanziga, che diventerà poi moglie di Juvénal Habyarimana. Si trasferisce dopo gli studi a Kigali e trova un posto nel ministero ruandese per gli Affari Sociali. Nel 1968, a soli 22 anni, diventa primo ispettore del ministero e sposa Maurice Ntahobali, futuro presidente dell'Assemblea nazionale ruandese.
Nei due decenni successivi diventa una delle figure di spicco dell'entourage di Habyarimana e del suo partito, il Movimento Rivoluzionario Nazionale per lo Sviluppo (MRND). Nel 1992 viene nominata Ministro della Famiglia e della Promozione delle donne. Ricopre questa carica fino al 1994, quando fugge dal paese a causa dell'avanzata del Fronte Patriottico Ruandese, rifugiandosi prima nella Repubblica Democratica del Congo, infine in Kenya. Il 18 luglio 1997 viene arrestata a Nairobi e portata davanti al Tribunale penale internazionale per il Ruanda con le accuse di crimini contro l'umanità, genocidio, crimini di guerra. La Nyiramasuhuko però si è sempre dichiarata innocente.

## Accuse e processo
Pauline Nyiramasuhuko era stata inizialmente accusata di genocidio e crimini di guerra, ma dopo il 1999, considerando lo stupro come crimine contro l'umanità, è stato aggiunto anche quest'ultimo capo d'imputazione. L'ex ministro è accusata, insieme al cosiddetto gruppo di Butare o Butare Six di aver guidato le azioni di pulizia etnica e genocidio nella parte meridionale del paese. In particolare Nyiramasuhuko viene accusata di essere stata l'ideatrice dell'utilizzo dello stupro come strumento di umiliazione per le donne catturate, con particolare riferimento alla strage di Butare del 25 aprile 1994. La figura di Pauline Nyiramasuhuko è presto diventata uno dei simboli dei processi condotti dal Tribunale Penale Internazionale, per il forte contrasto tra il suo ruolo e la sua storia, e le atrocità perpetrate contro le donne